# Мусоли, Бесар
Бесар Мусоли (алб. Besar Musolli; 28 февраля 1989, Подуево) — косоварский футболист, полузащитник косовского клуба «Гиляни». Выступал за национальную сборную Косова.

## Клубная карьера
Бесар Мусоли — воспитанник косовского клуба «Приштина». В 2009 году он стал игроком команды «Хюси», за которую выступал в косовской Суперлиге. Летом 2012 года Мусоли перешёл в албанский «Кукеси».

## Карьера в сборной
6 октября 2017 года Бесар Мусоли дебютировал в составе сборной Косова в домашнем матче отборочного турнира чемпионата мира 2018 года против команды Украины, выйдя в основном составе.

## Статистика выступлений

### В сборной
| Матчи и голы Бесара Мусоли за сборную Косова | Матчи и голы Бесара Мусоли за сборную Косова | Матчи и голы Бесара Мусоли за сборную Косова | Матчи и голы Бесара Мусоли за сборную Косова | Матчи и голы Бесара Мусоли за сборную Косова | Матчи и голы Бесара Мусоли за сборную Косова | Матчи и голы Бесара Мусоли за сборную Косова |
| №                                            | Дата                                         | Место проведения                             | Соперник                                     | Счёт                                         | Голы                                         | Соревнование                                 |
| -------------------------------------------- | -------------------------------------------- | -------------------------------------------- | -------------------------------------------- | -------------------------------------------- | -------------------------------------------- | -------------------------------------------- |
| 1                                            | 6 октября 2017                               | Лоро Боричи, Шкодер                          | Украина                                      | 0:2                                          | —                                            | Квалификация ЧМ 2018                         |

Итого: 1 матч / 0 голов; eu-football.info.